# Titanoides
Titanoides és un gènere de mamífer extint de l'ordre dels cimolests que visqué a Nord-amèrica fa aproximadament 60 milions d'anys. Visqué sobretot a la zona de l'actual Dakota del Nord, que en aquell temps estava ocupada per aiguamolls subtropicals on els depredadors més importants eren cocodrils.